# Libro de las canciones
El Libro de las canciones (título original en alemán: Buch der Lieder) —también conocido como Libro de los cantares— es una colección de versos publicada en 1827, cuyo autor fue el poeta lírico alemán Heinrich Heine, considerado el último autor del Romanticismo.
En dicha obra se aprecian cinco largos poemas, los cuales fueron producto del material escrito y publicado por Heine en periódicos y revistas entre 1817 y 1826. A petición de algunos amigos, el autor agrupó cronológicamente sus baladas, romances, tragedias y sonetos para conformar una antología, previendo nuevamente su publicación.
Entre los versos más conocidos de Libro de las canciones destacan: “Lore-Ley”, “Poseidón”, “Belsazar”, “Doña Clara”, “La rosa, el lirio” (Die Rose, die Lilje), “Rafcliff”, “Almanzor”, “En el maravilloso mes de mayo” (Im wunderschönen Monat Mai), “Don Ramiro”, “Los trovadores” (Die Minnesänger), “Los granaderos” (Die Grenadiere), La peregrinación a Kevlaar (Die Wallfahrt nach Kevlaar), etc. Algunos de ellos, incluso fueron llevados a la música por compositores como Robert Schumman, Richard Strauss, Franz Schubert y Hugo Wolf.
La obra es considerada una de las más representativas e importantes de Heine —si bien, no la mejor, según la opinión de algunos críticos— y con la cual alcanzó tempranamente la fama dentro y fuera de Alemania, pues fue escrita y publicada durante sus años de juventud. El libro fue un gran éxito comercial en su tiempo, por lo que tuvo 13 ediciones en vida del autor, de las cuales sólo las cinco primeras fueron supervisadas por él. Además fue traducido a 42 idiomas, y fue la primera obra poética europea traducida al japonés. Posteriormente, Heine publicaría poesía satírica y política, alejándose del romanticismo para adentrarse en el realismo.
En el Libro de las canciones se encuentran las típicas temáticas del romanticismo en vastas y variadas representaciones, razón por la cual se ha ganado un lugar especial dentro de ese movimiento artístico y literario. Aparte de esta compilación temprana, en 1844 Heine publicó un segundo volumen de poesía titulado Neue Gedichte (Nuevos poemas) y hasta 1851 dio a conocer un tercero, bajo el nombre de Romanzero.

## Antecedentes

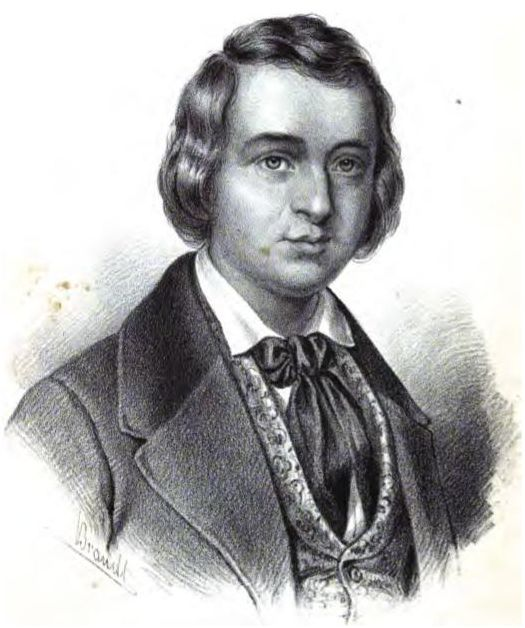
Heinrich Heine.

La idea de hacer una compilación de poemas no fue iniciativa del autor, sino una sugerencia hecha por algunos de sus amigos, según lo atestigua una carta escrita por Heine dirigida a su amigo Friedrich Merckel, fechada el 16 de noviembre de 1826, en la que dice:
Algunos amigos insisten en que yo debería editar una collección selecta de poemas, cronológicamente ordenada y estrictamente escogida, y creen que se volvería tan popular como las de Bürger, Goethe, Uhland, etc. Varnhagen me ha dado algunas reglas en relación a esto. Recogería una parte de mis primeros poemas: tengo el derecho de hacerlo, ya que Maurer no me ha dado ni un chelín en concepto de honorarios. [...] No quisiera pedir ningún chelín por este libro; el precio bajo y los otros requisitos para ser popular serían mis únicas consideraciones. Sería un placer para mí mostrarles a los Maurer y a los Dümmler que sé cómo arreglámerlas, y éste sería mi libro principal y ofrecería una imagen psicológica de mí: la poesía de juventud, sombría y seria, el “Intermezzo”, reunidos con la “Heimkehr” [La vuelta al hogar], poemas puros y florecientes, por ejemplo, aquéllos que provienen del “Harzreise” [El viaje al Harz], y algunos nuevos; y por último, todos los epigramas colosales. Escucha de Campe, si a él semejante plan o tal libro no le desagrada. No sería una compilación poética habitual."
Al principio Julius Campe, el editor de Heine, no estaba muy convencido de la publicación del libro, sin embargo, después accedió.
Los versos ahí reunidos están inspirados en el amor no correspondido que el poeta sentía por su la hija de su acaudalado tío paterno Salomon Heine, Amelie, quien prefería a un rico terrateniente; y, posteriormente por la hermana de ésta, Theresa. Sin embargo, Heine también aprovecha sus vivencias en Hamburgo para escribir su poesía, pues el mundo burgués en el que se había desenvuelto y del que en parte dependía, le parecía frío y sin sentimientos, de modo que se mofa de sus miembros a través del sarcasmo, la ironía y la burla.

## Contenido

### Temática
En el Libro de las canciones se aprecia una gran cantidad de temas en “un mundo de magia y ultratumba, caballeros antiguos, beldades españolas, ‘minesingers’, cautivos pescadores, ondinas y demás,” al tiempo que el autor las combina con un amor trágico y sueños idílicos. Tal parece que Heine reúne muy al estilo de Lord Byron la clásica temática del romanticismo que cultivaron sus predecesores para darle muerte a ese movimiento literario con su sarcasmo e ironía característicos. Con Heine la lírica sentimental y arcaizante llega a su fin, ya que se busca un lenguaje más sencillo, preciso y realista, es decir, aquel que más tarde el poeta utilizaría en sus obras.
En términos generales, en dicha compilación se aprecian los temas románticos por excelencia, a saber: la presencia permanente de los sentimientos y las emociones sobre la razón, mismos que acentúan el subjetivismo del autor como el amor, el deseo, la pasión, la melancolía, el miedo, la angustia, la irracionalidad y la incomprensión. Igualmente se evocan la muerte, el apego a la naturaleza, la nostalgia y exaltación del pasado medieval, la gloria de los pretéritos momentos felices, el deseo de libertad, la religión, la soledad, la tragedia, el Yo, la incomprensión, la predestinación, los sueños, ambientes sobrenaturales, la noche, el bosque, la mitología clásica y medieval, la galantería, entre otros.

### Estructura
El Libro de las canciones está conformado en total por 237 versos, de los cuales ocho eran nuevos en el momento de su publicación compilada y muchos de ellos aparecieron por primera vez sueltos en revistas o en otras obras.
La mayoría de los versos son cortos —escritos en cuartetos— y están agrupados en cinco largos poemas, que a su vez están ordenados cronológicamente conforme a su previa creación y publicación. Cada uno de los poemas también se subdivide en apartados —o ciclos— que, en algunos casos, también tienen nombre.

#### Sufrimientos jóvenes (1817-1821; Junge Leiden)
Contiene poesía temprana de Heine reunida en un volumen titulado Gedichte, publicado en 1822.
Sufrimientos jóvenes a su vez se divide en los siguientes apartados:
- "Visiones de ensueño" (Traumbilder)

Poema largo de diez estrofas en el que se retrata el romanticismo más oscuro. Se relata la historia de un individuo que, a través de escenarios fantasmagóricos y cementerios, experimenta las sensaciones del horror y el misterio, derivadas de su interacción con seres sobrenaturales, como demonios y espíritus de ultratumba que vuelven a la vida.
- "Canciones" (Lieder)

Nueve versos breves; en ellos, los sentimientos e imágenes de la decepción por el amor son recurrentes, aunque en diferentes representaciones: nostalgia, soledad, deseo, añoranza del pasado, etc. El Yo lírico cobra aquí gran protagonismo, aunado con el sufrimiento, la desesperación y la infamia del amor no correspondido. También se alude a paisajes naturales y de épocas remotas.
- "Romances" (Romanzen)

Veinte romances inspirados principalmente en el folklor e historias medievales como cuentos populares, leyendas, sagas, además de elementos mágicos como la hechicería, etc., que narran diversas situaciones: justas caballerescas, historias de amor cortesanas, brujas, héroes, etc.
- "Sonetos" (Sonette)

Contiene cuatro sonetos, cada uno dedicado por Heine a una persona diferente, a saber: August Wilhelm von Schlegel, quien fuese su profesor y amigo; a su madre Berta Heine (von Geldern de soltera), a H. Straube, y “sonetos al fresco” a Christian Seth.
Versos que conforman una crítica moral, social y política de su tiempo, además de ser una defensa y una venganza contra aquellos que lo han atacado por su origen judío. Aquí hay muestra temprana de la sátira y la burla que años más tarde Heine desarrollará en sus poemas, una vez que se convierte en revolucionario.

#### Intermezzo lírico (1822-1823; Lyrisches Intermezzo)

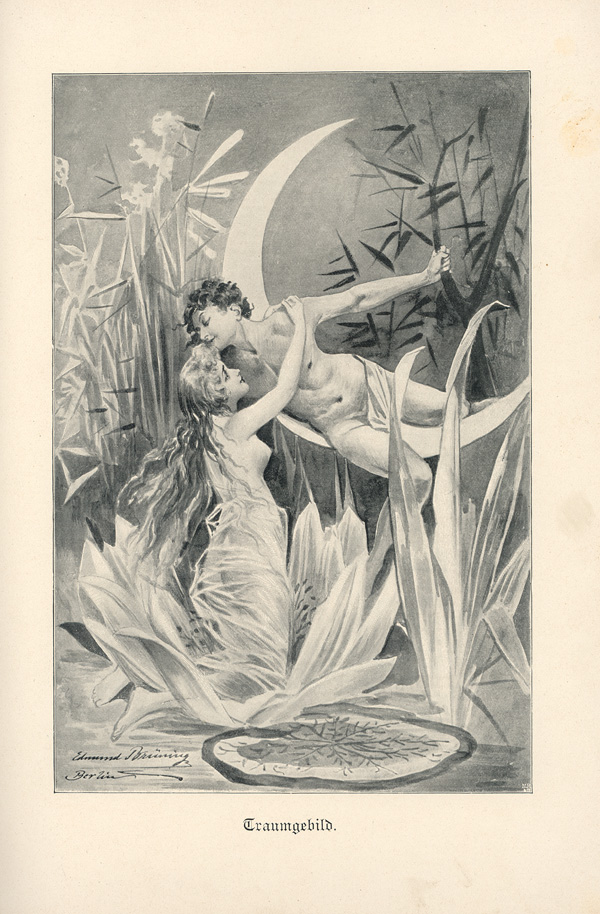
Ilustración del verso X del Lyrisches Intermezzo hecha por Edmund Brüning.

Publicado originalmente como Tragödien, nebst einem lyrischen Intermezzo en 1823.
Contiene un prólogo y un largo poema de 65 estrofas.
Nuevamente se ven manifiestos aquí sentimientos de un amor lleno de euforia y deseo, al mismo tiempo que se ven mezcladas la decepción y la desesperanza. Hay una gran presencia de diminutivos que aluden el cariño por la persona amada (una mujer), de quien el Yo lírico también es víctima a causa de su desprecio; igualmente se manejan contrastes y paralelismos.

#### El regreso (1823-1824; Die Heimkehr)
Fragmentos extraídos del primer tomo de Cuadros de viaje (Reisebilder), publicado en Hamburgo en 1826, bajo Hoffmann und Campe.
Contiene un poema largo de 85 estrofas y cinco dramas en verso, a saber: “Ocaso de los dioses”, “Rafcliff”, “Doña Clara”, “Almanzor” y “La peregrinación a Kevlaar”, inspirados todos ellos en la Edad Media.
El contenido del poema es variado temáticamente: de nueva cuenta se habla de pasiones y un amor infeliz; descripciones de la belleza femenina; la evocación de escenarios boscosos, nocturnos y marinos; un Yo lírico nostálgico que canta sus penas. Se hace referencia a seres mitológicos, como las sirenas (Lore-ley) o personajes de la mitología clásica; historias religiosas: relatos bíblicos, tradición cristiana, dioses hindúes; inspiración en historias y relatos medievales e ibéricos.

#### Del viaje al Harz (1824; Aus der Harzreise)
Extractos poéticos provenientes de la primera obra importante en prosa de Heine El viaje al Harz (Die Harzreise) y Cuadros de viaje (primer tomo), Hamburgo, 1826.
Contiene un prólogo y cuatro poemas titulados “Idilio en la montaña”, “El zagal”, “En el Brocken” e “Ilse”. Escrita como producto de la experiencia de un viaje a pie hecho por el autor a las montañas del Harz en 1824, cordillera ubicada en el norte de Alemania.
En el poema se ve manifiesto el deseo por huir de aquello que aqueja al narrador, es decir, el mundo citadino y la sociedad superflua y banal que vive en él. Además se ve a la naturaleza como un refugio en el que se puede hallar la libertad, la tranquilidad y la paz interior.

#### Mar del Norte (1825-1826; Die Nordsee)
Contiene poesía que fue publicada originalmente en Cuadros de viaje. El primer ciclo proviene del primer tomo, publicado en 1826, mientras que el segundo se compone de los fragmentos del segundo volumen de 1827.
"Mar del Norte" es un largo poema conformado a la vez por dos ciclos: el primero consta de doce estrofas, mientras que el segundo tiene diez. En él, el mar es tanto protagonista como escenario de naufragios y tempestades y en el que actúan seres mitológicos (ondinas, dioses acuáticos, el héroe griego Odiseo), situaciones históricas (alusión a los vikingos y sus Eddas), y en el que también el Yo lírico evoca recuerdos amorosos y nostálgicos. Se recrea la bravura de un mar que, sin embargo, también tiene momentos pacíficos.
Además del contenido lírico publicado en la primera edición aparecida en 1827, el autor agregó tres prólogos generales a la obra, los cuales aparecieron en la segunda (1837), tercera (1839) y quinta (1844) ediciones. La edición de 1844 fue la última en la que la publicación estuvo cuidada y revisada por el propio Heine.

## Ediciones en alemán

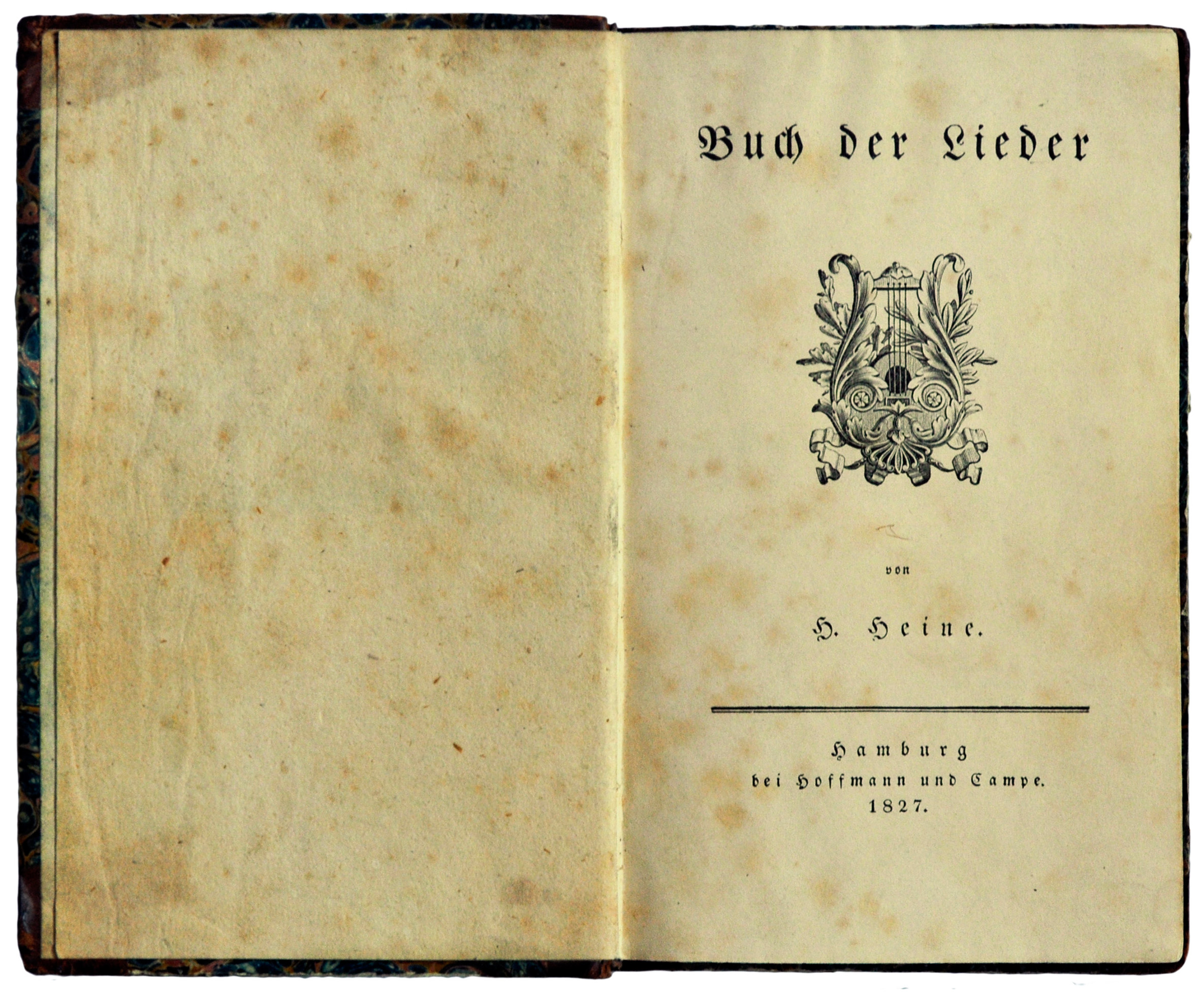
Primera edición del Buch der Lieder.

La obra fue publicada por primera vez en 1827, bajo la imprenta Hoffmann und Campe, la cual estaba establecida en Hamburgo y que en esa época, dicho sea de paso, también publicaba obras de otros literatos rebeldes del grupo Joven Alemania, al que pertenecía Heinrich Heine. Al principio Julius Campe, su editor, estaba en contra de la publicación de la obra, pero luego se convenció de ello.

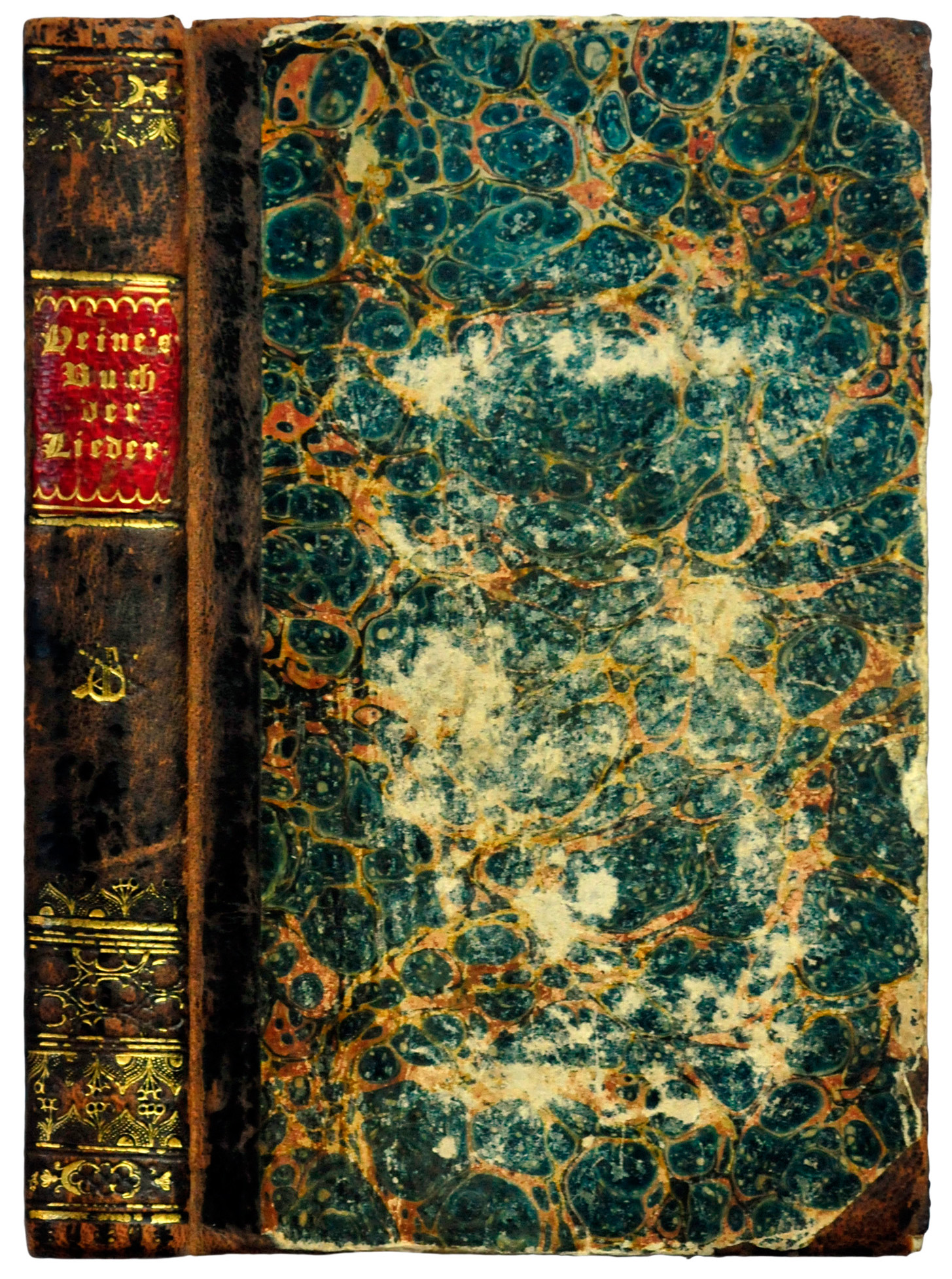

El libro de Heine fue un éxito comercial en su tiempo, por lo que pronto se volvió famoso y otras editoriales —en otras ciudades—, décadas más tarde, también imprimieron los poemas. Sin embargo, bajo la imprenta Hoffmann und Campe se imprimieron trece ediciones del Libro en vida del autor, de las cuales sólo cinco fueron supervisadas por él, es decir, hasta 1844, y otras más después de la muerte de Heine, ocurrida en 1856. Entre los años 1827 y 1877 el texto se editó 45 veces, sumando un total de 200 000 ejemplares en 50 años.
A continuación se enlistan únicamente las ediciones que se publicaron mientras Heine vivió:
| No. de edición | Año  | Observaciones                                                         |
| -------------- | ---- | --------------------------------------------------------------------- |
| 1.ª            | 1827 |                                                                       |
| 2.ª            | 1837 | Se le añade por primera vez un prólogo                                |
| 3.ª            | 1839 | Prólogo a la tercera edición                                          |
| 4.ª            | 1841 |                                                                       |
| 5.ª            | 1844 | Prólogo a la quinta edición. Última edición bajo el cuidado de Heine. |
| 6.ª            | 1847 |                                                                       |
| 7.ª            | 1849 |                                                                       |
| 8.ª            | 1851 |                                                                       |
| 9.ª            | 1851 | Edición en miniatura.                                                 |
| 10.ª           | 1852 | Edición en miniatura.                                                 |
| 11.ª           | 1853 | Edición en miniatura.                                                 |
| 12.ª           | 1854 | Edición en miniatura.                                                 |
| 13.ª           | 1855 | Edición en miniatura.                                                 |

## Versiones en español
En general, la obra de Heine ha tenido muchas traducciones al español desde su introducción en España durante la segunda mitad del siglo XIX, así como en el ámbito hispanoamericano. El Libro de las canciones no fue la excepción y fue traducido por poetas y escritores de habla hispana, y su difusión se dio a través de periódicos y gacetas.
A continuación se enumeran sólo algunas de las versiones que se han encontrado:
- Poesía de Heine: Libro de los cantares, trad. de Teodoro Llorente; ilustración de P. Thurmann, Barcelona, Daniel Cortezo y Ca, 1885. 322 pp.
- El cancionero. El intermezzo lírico, Baladas, El regreso…, trad. del alemán por Juan Antonio Pérez Bonalde con un comentario sobre Heine de Josué Carducci, Editorial-América, Madrid, [ca. 1910-1911]. 214 pp. (Biblioteca de Autores Célebres).
- Libro de los cantares, versión española por José Pablo Rivas; ilustraciones por Pablo Humann y P. Grot Johann. Barcelona, Montaner y Simon., 1914, 336 pp.
- Libro de los cantares, prólogo y nueva versión española de Luis Guarner, Madrid, M. Aguilar Editor, 1934. 214 pp. (Colección Breviarios).
- El cancionero. Das Buch der Lieder. Trad. directa del alemán de J. A. Pérez Bonalde; ilustraciones de Salvador Stringa, Buenos Aires, Viau, 1943.
- Libro de los cantares, trad. de Pedro González Blanco, Buenos Aires, El Ateneo, 1951. 892 pp. (Clásicos inolvidables).
- Libro de canciones, seguido de Noches florentinas; Espíritus elementales, prólogo de Luis Guarner, Madrid, Aguilar, 1951. 418 pp. (Colección Crisol, 305).
- Libro de los cantares/Prosa escogida, prólogo de Marcelino Menéndez Pelayo. México, Porrúa, 1984. 183 pp. (Sepan cuántos, 429).[17]
- Libro de canciones, trad. de Juan Antonio Bonalde, Teodoro Llorente, Eulogio Florentino Sanz y Pedro de Madrazo, Xochimilco [México], Offset, 1985. 214 pp. (Poesía, 28).
- Libro de las canciones, trad. de José Luis Reina Palazón, Orense, Linteo, 2009. 716 pp.
- Libro de las canciones, trad. de Sabine Ribka, y Francisco López Martín, Madrid, Akal, 2015. 235 pp. (Akal Básica de Bolsillo, 314).

## Adaptaciones musicales
El Libro influyó a muchos autores dentro y fuera de Alemania, sin embargo, muchos compositores también han llevado a la música algunos de los versos de Heine, entre los más conocidos destacan Franz Schubert, Robert Schumann, Franz Liszt, Johannes Brahms y Hugo Wolf.

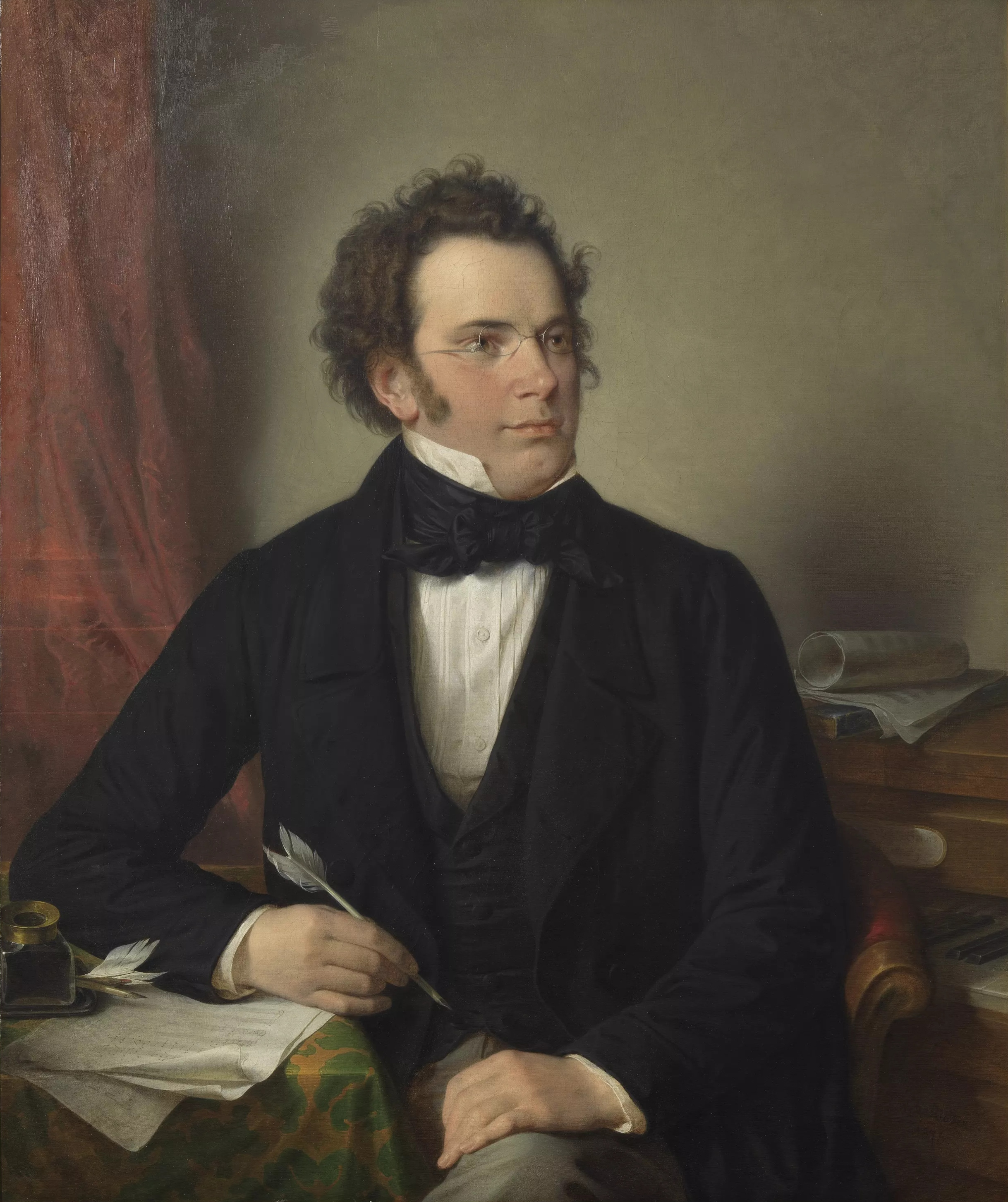
Franz Schubert.

Una de las adaptaciones más conocidas es el Op. 48 Dichterliebe (Amor de poeta) de Schumann, compuesta en 1840 y conformada por dieciséis poemas tomados del Intermezzo lírico. (Versos I, II, III, IV, VII, XI, XVIII, XX, XII, XXXIX, XL, XLIII, XLV, LV, LVI, LXV).
En la colección de canciones titulada Schwanengesang (Canto del cisne) de Schubert, publicada póstumamente en 1828, se encuentra un ciclo de seis poemas de Heine, mismos que se ubican en El regreso. (Versos VIII, XIV, XVI, XX, XXIII, XXIV).
Wolf también hizo en 1878 —pero publicada hasta 1928— su propia adaptación de siete poemas en Liederstrauß, desprendidos del Intermezzo lírico (Versos XXXVI, XLI, XLII, LVII) y El regreso (Versos XXIII, LX, LXXIV).